# Solt (település)

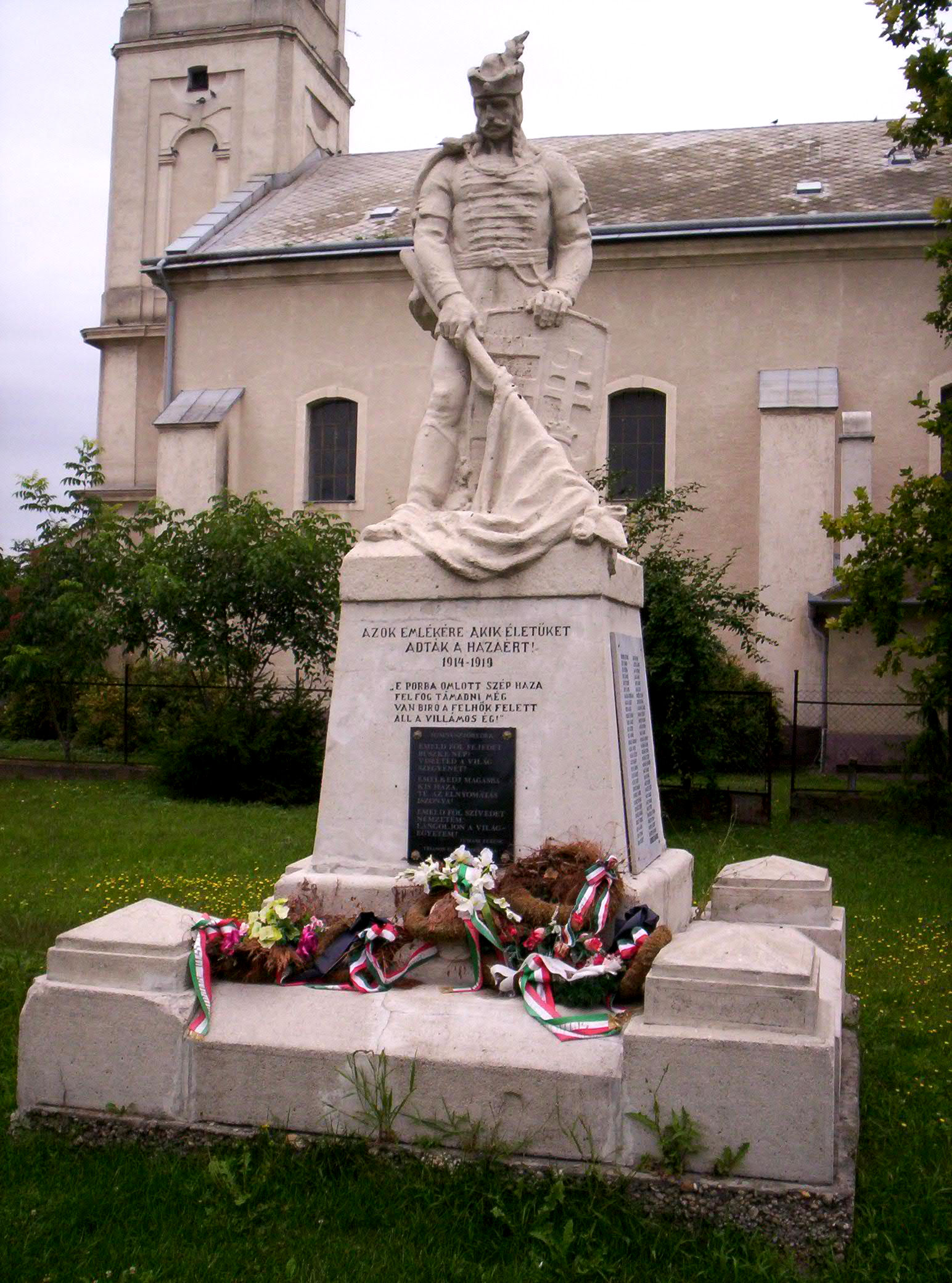
Az első világháborús hősi emlékmű

Solt (németül: Scholt, horvátul: Šolta) város Bács-Kiskun vármegyében, a Kalocsai járásban.

## Fekvése
A Duna folyam középfolyásának bal partján elterülő Solti-síkon helyezkedik el, Bács-Kiskun és Tolna vármegyék határának közelében. Területe földtanilag a Föld legfiatalabb hegységrendszerébe, az eurázsiai hegységrendszerbe illeszkedik, ezzel együtt a települést csak sík területek és alacsony dombok veszik körül. Domborzata alföldi viszonylatban így is változatosnak mondható; felszínének kialakulásában a levantei ópleisztocén süllyedék játszott jelentős szerepet, mint az ősi Duna első erózióbázisa. Budapesttől 85, Kalocsától 33, Kecskeméttől 55, Kiskőröstől 30, Dunaföldvártól 10 kilométerre fekszik.
A történelmi Solt település inkább észak-déli irányban nyúlik el, de kelet felől hozzá tartozik a különálló Kissolt településrész; a kettőt egymástól egy, ma már holtágnak tekinthető vízfolyás választja el. Tanyavilága kinyúlik kelet felé, északnyugati részén erdős, gyümölcsfákkal, szőlővel borított domb emelkedik ki, a Szőlőhegy.
A szomszédos települések: észak felől Dunavecse, északkelet felől Újsolt és Szabadszállás, kelet felől Fülöpszállás, délkelet felől Dunatetétlen, dél felől Harta, délnyugat felől Bölcske, nyugat felől Dunaföldvár, északnyugat felől pedig Dunaegyháza és Apostag.

### Megközelítése
Területét három országos főút is érint, hiszen itt keresztezi egymást a Budapesttől Hercegszántó térségéig húzódó 51-es főút és a Kecskemétet a Dunántúllal összekötő 52-es főút, illetve az utóbbiból itt ágazik ki a város lakott területének keleti részén Kiskunhalas és a Vajdaság felé az 53-as főút; ezek révén közúton az ország minden részéről könnyen megközelíthető.
A környező települések és településrészek közül Dunaegyházával az 5105-ös út, Újsolttal az 52 124-es számú mellékút köti össze, a solti adótoronyhoz az 52 321-es, a nagymajori rabgazdasághoz az 52 125-ös, a már megszűnt dunaföldvári komphoz az 51 344-es, a város déli részén fekvő, egykori Teleki-kastélyhoz pedig az 51 152-es számú mellékút vezet. Érinti még a területét az 5216-os és az 5305-ös út, illetve az 51 142-es számú mellékút is. Az 5216-os a város Tételalja nevű külterületi részét kapcsolja be a közúthálózatba, az 5305-ös a várost kikerülve köti össze Kecskemétet és Kalocsát, közben az 51-es és 52-es főutakkal is összeköti Dunatetétlent, az 51 142-es pedig Dunaegyházát köti össze az 51-es úttal.
A hazai vasútvonalak közül a településen ma csak a Kunszentmiklós-Tass–Dunapataj-vasútvonal halad át, de a személyforgalom már ezen is megszűnt; a vonalnak egy megállási pontja van itt; Solt vasútállomás az 52-es főút vasúti keresztezésétől délre helyezkedik el, közúti elérését az abból kiágazó 53 301-es számú mellékút teszi lehetővé. Megszüntetéséig áthaladt a város területén a Dunaföldvár–Solt-vasútvonal is, de annak egykori létezésére ma már szinte csak a solti Kis-Duna-híd emlékeztet. Jelenleg a legközelebbi üzemelő vasútállomás 15 km-re található Fülöpszálláson, a Budapest–Kelebia-vasútvonalon.

## Története
Régészetileg kiemelkedő jelentőségű a Tételhegy, melynek területe a bronzkortól a 16. századig lakott volt. Kedvező fekvése miatt többször is a régió központi helye lehetett. Az első régészeti emlékekre az 1860-as években bukkantak, amikor egy kápolna maradványait találták meg. 2005-től Szentpéteri József régész vezetésével végeztek kutatásokat a területen. Feltárták a középső bronzkori Vatya-kultúra (Kr. e. 1700–1350) népének egykori településmaradványait és temetőjét, ezen kívül a késő bronzkori urnamezős kultúra népességének földvárát, illetve római faragott köveket. Egyes feltételezések szerint a Tételhegy késő avar kori uradalmi központ volt. 1951-ben a Tételhegytől északra három avarkori sír került elő, 2013-ban pedig a síroktól nem messze egy késő avar kori település maradványait tárták fel. 1907-ben honfoglalás kori temetőt is találtak a területen, melynek leleteit a Magyar Nemzeti Múzeumban őrzik.
A 2005–2013 között végzett ásatások során feltártak egy Árpád-kori templom körüli temető 126 sírját, valamint Árpád-kori településnyomokat. 2007–2009 között a hegy északnyugati részén 14–16. századi templom maradványai kerültek elő. Tétel és Solt mindig külön településként szerepel az írásos emlékekben. Egy 1496-ból származó irat szerint Tétel Parlagi Pál és László fiainak egykori családi birtoka volt, majd 1478-ban I. Mátyás kezébe került. A 16. században a település elpusztult, melynek bizonyítéka számos égett, kormos betöltődésű gödör. A török hódoltság idejére a Solt környéki települések közül egyedüliként Tétel néptelenedett el, és lett később Solt része.
A honfoglalás idején Solt területét Árpád fejedelem foglalta el, majd halála után fiának, a fejedelmi méltóságot is betöltött Soltnak, a település névadójának szálláshelye volt.
A középkorban Fejér vármegye solti székeként tartották nyilván. Írásban Solt település nevével először egy 1145-ös keltezésű oklevélben találkozunk, amiben a Soltról Dunapatajra vezető utat említik. A 11–13. században Solt a kalocsai érsekséghez és a királyi birtokhoz tartozott. Városnak, azaz oppidumnak először 1384-ben említik.
Solt virágzását a török hódoltság megakasztotta, ezután már csak faluként említették. 1715-ben visszanyerte mezővárosi rangját. fontos dunai átkelőhely szerepének köszönhetően, majd a kiegyezést követően közösségé minősítették vissza.
Leírás a településről a 18. század végén: "Magyar Mezőváros Pest Várm. a’ tőle nevezett járásban, földes Ura Bosnyák Uraság, lakosai reformátusok, fekszik D. Vecséhez, ’s Hartához is 1 1/2 mértföldnyire; határja 3 nyomásbéli, földgye térséges, tiszta búzát, kétszerest, árpát, zabot, szénát terem, szőleje a’ Duna felé szép hegyen van, ’s meglehetős veres bort terem; nádgya elég van, ’s a’ szőlők között szép erdeje, bővelkedik borral, náddal, gabonával, ’s külömbféle marhákat, és lovakat is szép számmal nevelnek, gyümöltsöt bőven terem, házaikat kézi munkával tsináltt dombokra építik az áradások ellen; nevezetes jó pintzék találkoznak itten." (Vályi András: Magyar országnak leírása, 1796–1799)
Az egykori Solt-szék – amelyet 1655-ig létezett önállóan – a Pest-Pilis-Solt-Kiskun vármegye nevében is élt. Solt fontos átkelőhely volt, melynek védelmére a Rákóczi-szabadságharc alatt sáncot is emeltek itt a kurucok.
A településen történt, 1928. március 18-án a hazai tűzoltástörténet egyik legsúlyosabb mozitüze: a helyi ipartestületi székházban rendezett filmvetítés vége felé kitört – azóta sem teljesen tisztázott okokból bekövetkezett – tűzesetben 46 fő sérült meg, közülük hat ember életét nem lehetett megmenteni.
Az 1930-as években felépült Duna-hidat a második világháborúban felrobbantották a német csapatok; az 50-es években épült fel a jelenlegi híd. Határában az Alföld hajdani löszfelszínének két tanúhegye maradt meg, a Solti-halom (125 m) és a Tétel-halom (114 m).
A városi címet 1997-ben kapta meg újra.
A településhez kötődik az aranykulcs legendája, mely szerint a város IV. Bélától két aranykulcsot kapott, amiért lakosaik elbújtatták őt, az akkor még túlnyomórészt mocsaras, lápos vidéken a tatárok elől. A kulcsokat a református templom tornyában őrizték, ami azonban egy villámcsapás következtében leégett, a kulcsok elolvadtak és eltűntek. Írásos bizonyíték nincs arról, hogy a kulcsok tényleg léteztek, de a település címere őrzi őket.

## Közélete

### Polgármesterei
- 1990–1994: Németh József (független)[10]
- 1994–1998: Németh József (független)[11]
- 1998–2002: Németh József (független)[12]
- 2002–2006: Gál József (független)[13]
- 2006–2010: Gál József (független)[14]
- 2010–2014: Kalmár Pál (Fidesz-KDNP)[15]
- 2014–2019: Kalmár Pál (Fidesz-KDNP)[16]
- 2019–2024: Németh István (független)[17]
- 2024– : Németh István (független)[1]

## Népesség
| Lakosok száma | 6488 | 6428 | 6125 | 6023 | 6016 | 5990 | 5874 |
|               | 2013 | 2014 | 2018 | 2021 | 2022 | 2023 | 2024 |

2001-ben a város lakosságának 98%-a magyar, 1%-a cigány és 1%-a egyéb nemzetiségűnek vallotta magát.
A 2011-es népszámlálás során a lakosok 85,1%-a magyarnak, 5,4% cigánynak, 0,8% németnek, 0,2% szlováknak mondta magát (14,8% nem nyilatkozott; a kettős identitások miatt a végösszeg nagyobb lehet 100%-nál). A vallási megoszlás a következő volt: római katolikus 24,9%, református 24,6%, evangélikus 1,7%, görögkatolikus 0,4%, felekezeten kívüli 20,4% (26,9% nem nyilatkozott).
2022-ben a lakosság 90,8%-a vallotta magát magyarnak, 1,7% cigánynak, 0,8% németnek, 0,2% ukránnak, 0,2% szlováknak, 0,1% örménynek, 0,1% románnak, 1,7% egyéb, nem hazai nemzetiségűnek (9% nem nyilatkozott; a kettős identitások miatt a végösszeg nagyobb lehet 100%-nál). Vallásuk szerint 21,2% volt református, 19,3% római katolikus, 1,6% evangélikus, 0,3% görög katolikus, 0,5% egyéb keresztény, 1,4% egyéb katolikus, 17,4% felekezeten kívüli (38% nem válaszolt).

## Földrajza, élővilága
Solt domborzati adottságai alföldi viszonylatban változatosnak mondhatóak. A település a solti lapályon fekszik. A síkság a Duna által feltöltött terület, amelynek rossz lefolyási viszonyai csatornázással javították. A csatornák öntözésben is szerepet játszanak. A területen több parti dűne található, melyeket a helyiek „domboknak” vagy „hegyeknek” neveznek. 
Ezeknek fő alkotója a lösz, így lett alkalmas a vésett pincék kialakítására és így készültek el a ma is megtalálható, égetett belterű lösz pincék.
A Solt határától keletre található, 110 hektár kiterjedésű Solti ürgés gyep a Natura 2000 európai ökológiai hálózat része. A kiemelt jelentőségű természet.megőrzési területen európai jelentőségű fajok és élőhely típusok találhatóak. A terület a közönséges ürgék kedvelt élőhelye, 250-350 egyednek ad otthont.

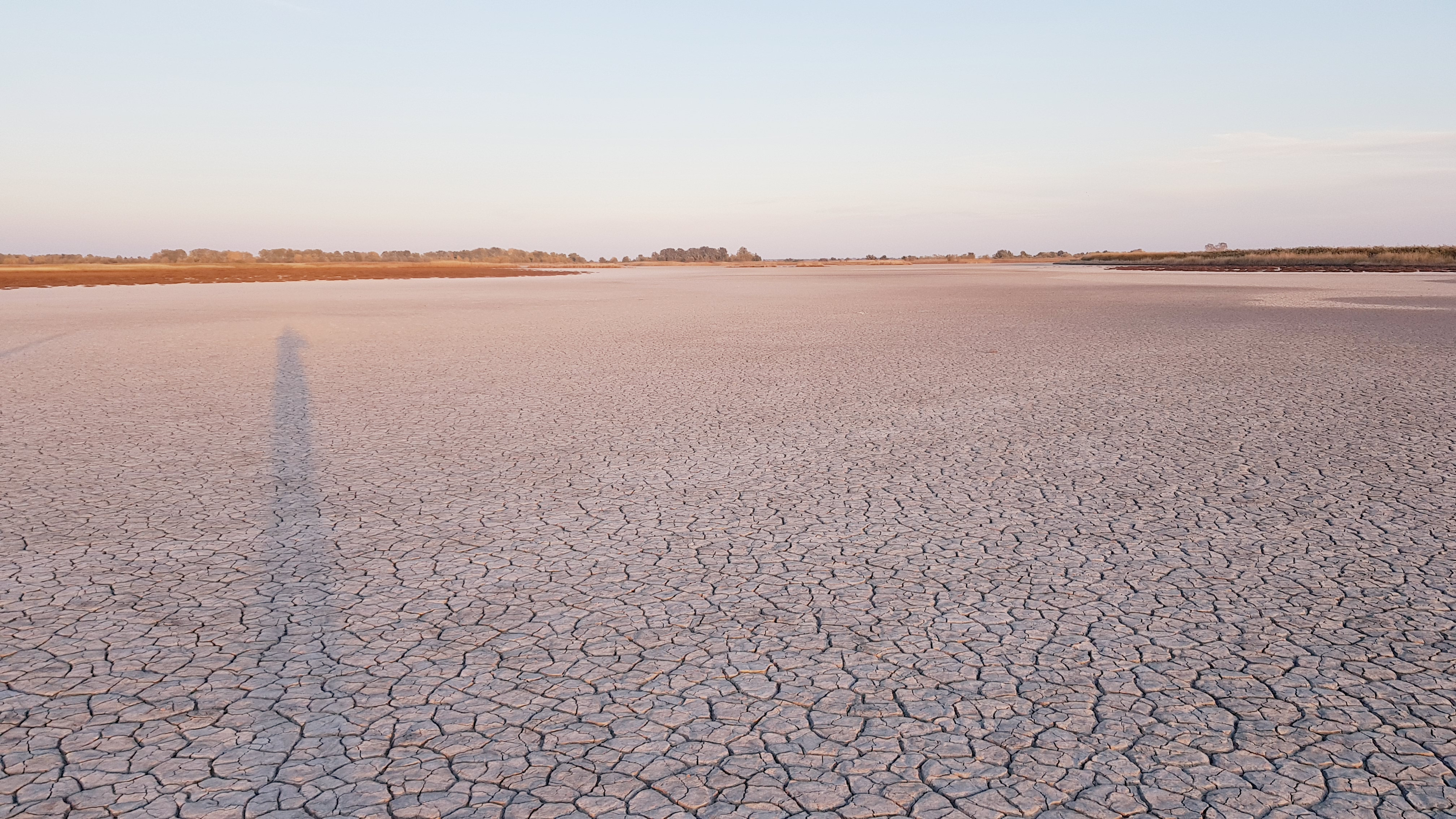
Solt Böddi-szék, kiszáradt szikes tó.

Kiemelkedő jelentőségű természeti érték a településtől keletre fekvő területen a 3905 hektár kiterjedésű szike tóláncolat. A Felső-kiskunsági szikes tavak a Duna-Tisza közének legnagyobb tóláncolata. A szikes tavak részei az alföld egyik zöldtengelyét adó, 130 km hosszan elterülő lápos, mocsaras rendszernek, melynek északi felét a Csepeli- és Solti-síkságon Turján vidéknek, déli felét a Kalocsai-Sárköz területén Őrjegnek neveznek.
A szikes tavak jellemezően nagy kiterjedésű, sekély mélységű (általában 1 méter alatti) tavak. A tavak sótartalma nyáron megemelkedik, és a nagyobb mértékű párolgás következtében kiszáradnak. Ekkor a visszamaradó karbonátiszap kő keménnyé szikkad, és a felszínén kivirágzik a sziksó. A tavakat körülvevő szikes gyepeken a költő fajok jelentős állománya van a gulipánnak és a küszvágó csérnek.

## Nevezetességei

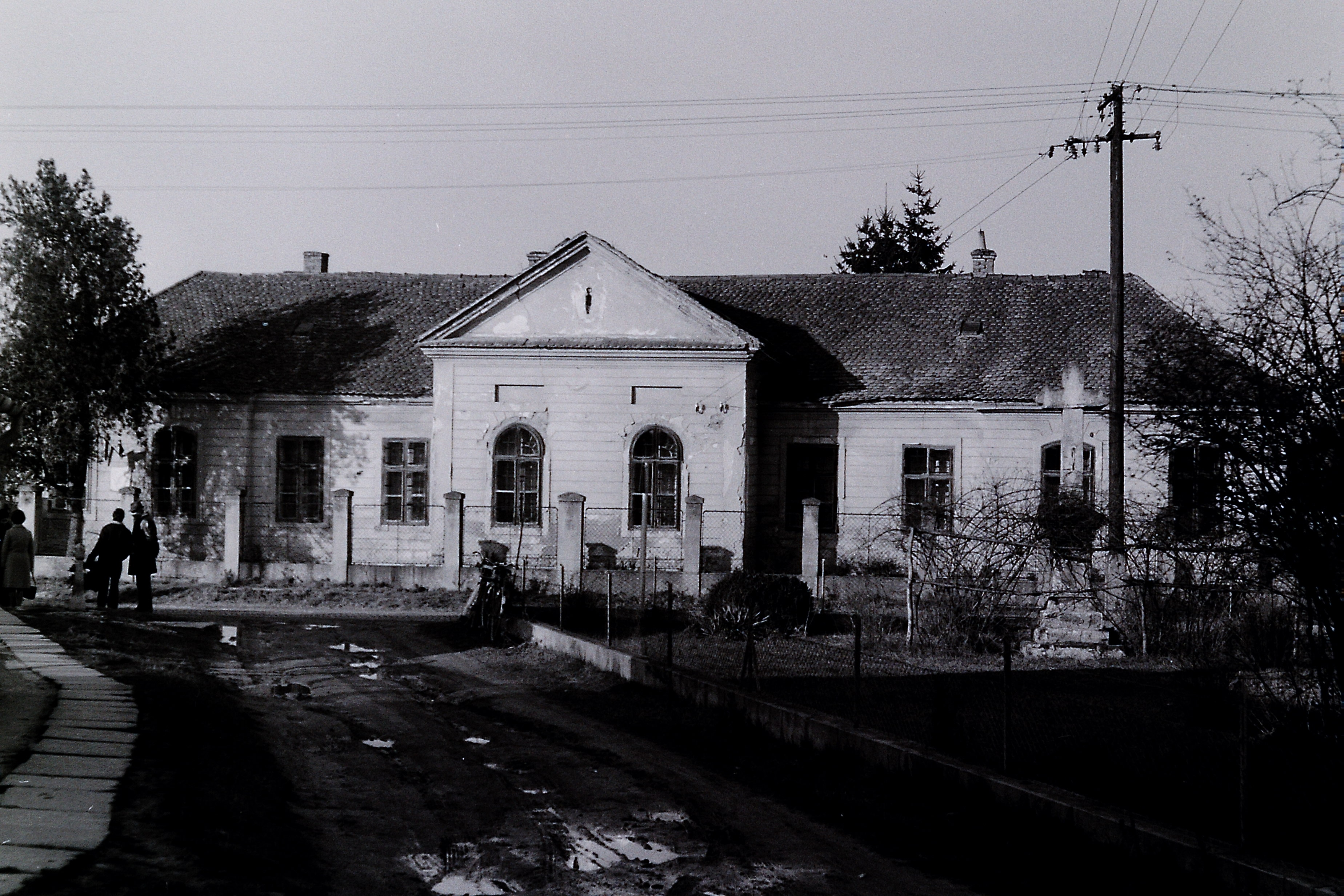
A Vécsey-kastély 1979-ben.

- A Vécsey-kastély 1979-ben.Vécsey-kastély. Az 1816-ban, késő klasszicista stílusban épült kastélyt I. Ferenc császár adományozta Vécsey Ágoston grófnak, akinek egyik fiát, Vécsey Károly tábornokot az 1848–49-es forradalom és szabadságharc bukása után a 13 aradi vértanú közül utolsónak végeztek ki. A család elköltözése miatt a római katolikus egyháznak adományozta a kastélyt, amelynek állapota rendkívül leromlott, 1983-ban egy ingatlancsere által az egyháztól a település tulajdonába került, felújították és ma is működő városi könyvtárat alakítottak ki benne. Parkjában állítottak emléket a második világháború áldozatainak tiszteletére, Kiss József alkotásával. Szintén az ő műve az 1849-ben elesett három honvéd síremléke. A parkban továbbá megtalálható számos emlékmű, köztük az 1956-os forradalom és az 1919-es vörösterror áldozatainak emlékműve, valamint egy honfoglalási emlékoszlop is.
- Kalimajor, Teleki-kastély: Solt-Révbérpuszta déli, alsó része széki gróf Teleki Gyula, római magyar nagykövet tulajdonát képezte. A gróf 1918-ban bekövetkezett halála után ezt a birtokot az idősebb fiú, Sándor gróf örökölte. Teleki Sándor az 1474 katasztrális holdat kitevő birtok központjában, Kalimajorban, 1922-24-ben építette fel kastélyát. A gróf itt tartotta híres vadászatait, melyen a magyar politikai élet szereplői is gyakori vendégek voltak. Az ártéri rész bőséges vadállománya miatt a környék ideális vadászterep volt.1945 után menekült görög gyerekek otthona lett az épület, majd honvédségi tulajdonba került. Később, ebben - a Dunához közel eső - kastélyban rendezték be a Bács-Kiskun Megyei Tanács üdülőjét. Ekkor a kastélyt új rendeltetésének megfelelően átalakították: a hatalmas termekből kisebb, két-három ágyas szobákat alakítottak ki, de meghagytak néhány nagyobb termet konferenciák céljára. Jelenleg üresen áll.
- Római katolikus templom. A ma látható templom egy 1870-ben felszentelt kápolna 1904-es kibővítésekor született meg. A Szűz Mária Neve tiszteletére felszentelt templom több átalakításon és felújításon ment keresztül az évtizedek alatt, aminek eredményeképp nagyon eklektikus stílusúvá vált. A legutóbbi, 2014-es renoválás alkalmával azonban egy új, modernebb, ám az ősi gyökerekhez visszanyúló templombelső kezdett el épülni, ami egyúttal utat nyit további, ebben a stílusban történő felújításához. Udvarát azóta pihenőpark és egy Szent Jakab-szobor díszíti, mely a már helyben élő Agárdi Kovács Attila keze munkáját dicséri, ahogyan a jelenlegi oltárkép is.
- Református templom: 1790-ben nyerte el mai formáját, egy már meglévő román kori templom átalakításával, kibővítésével. Az építkezéshez a Tétel-halomról idehordott római köveket is felhasználták. A templomkertben egy világháborús és egy trianoni emlékmű állít tiszteletet a hazáért.
- Pincemúzeum – 1980-ban alapították. A múzeum egy népi műemlékké nyilvánított berendezett pinceépületben található, szőlészeti- és borászati eszközöket mutat be. Legértékesebb része a 12 szőlőprésből álló gyűjtemény.

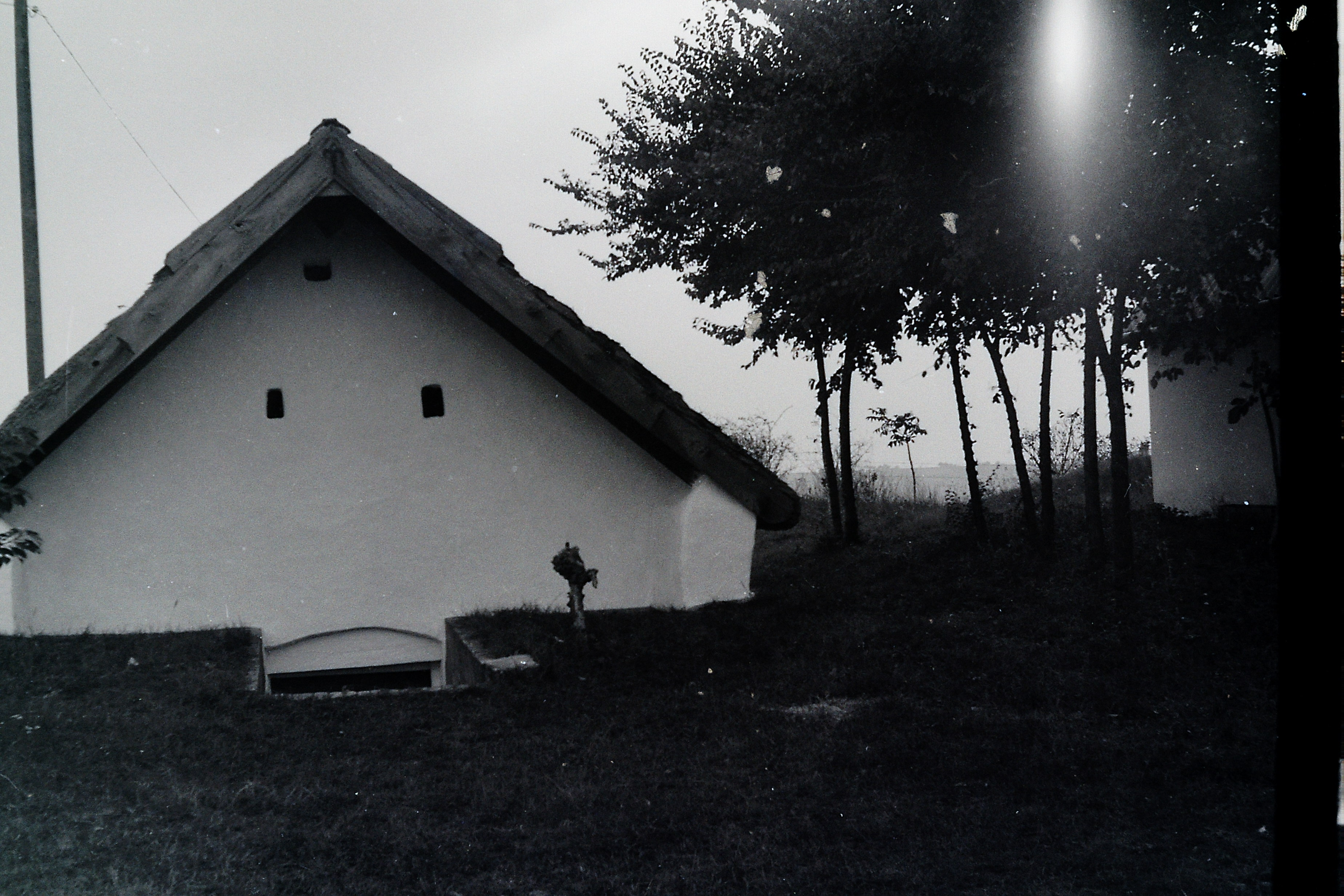
Egy jellegzetes solti pince (1979).

- Egy jellegzetes solti pince (1979).Meleg-hegyi pincefalu. A 600–700 pincéből álló pincefalu 2001 óta élvez védettséget. A pincék között, a zsidó temetőhöz közel egy zarándokkilátó épült 2014-ben.
- Szent László tér és a hozzá kapcsolódó szabadtéri Árpád-kori témapark. A tér középpontját egy a Magyar Zarándokút fejlesztése által létrehozott zarándokkapu uralja, mellette helyet adva Szent László király kőszobrának, mint Solt város védőszentjének. A szabadtéri kőszobrot szintén Agárdi Kovács Attila alkotta, míg a témaparkban látható fa plaketteket, Csepeli István, dunaföldvári művész. Az „Árpád fejedelemtől Szent László királyig” nevű tematikus park, az oly sok tó egyike mellett egy sétánnyal vezet végig a két személy közötti uralkodókon, példaképként tisztelhető személyeken.
- Rádióadó
- Magyarország első vasbeton hídja a református templom mellett. Az országos műszaki emlék címmel bíró hidat 1889-ben, Zoltán Győző királyi mérnök kezdeményezésére és vezetésével építették meg.
- Révbéri lovascentrum (www.revber.hu)
- Tételhalmon fekvő egykori fejedelmi központ.[5]

- Magyar Zarándokút solti szakasza[22]

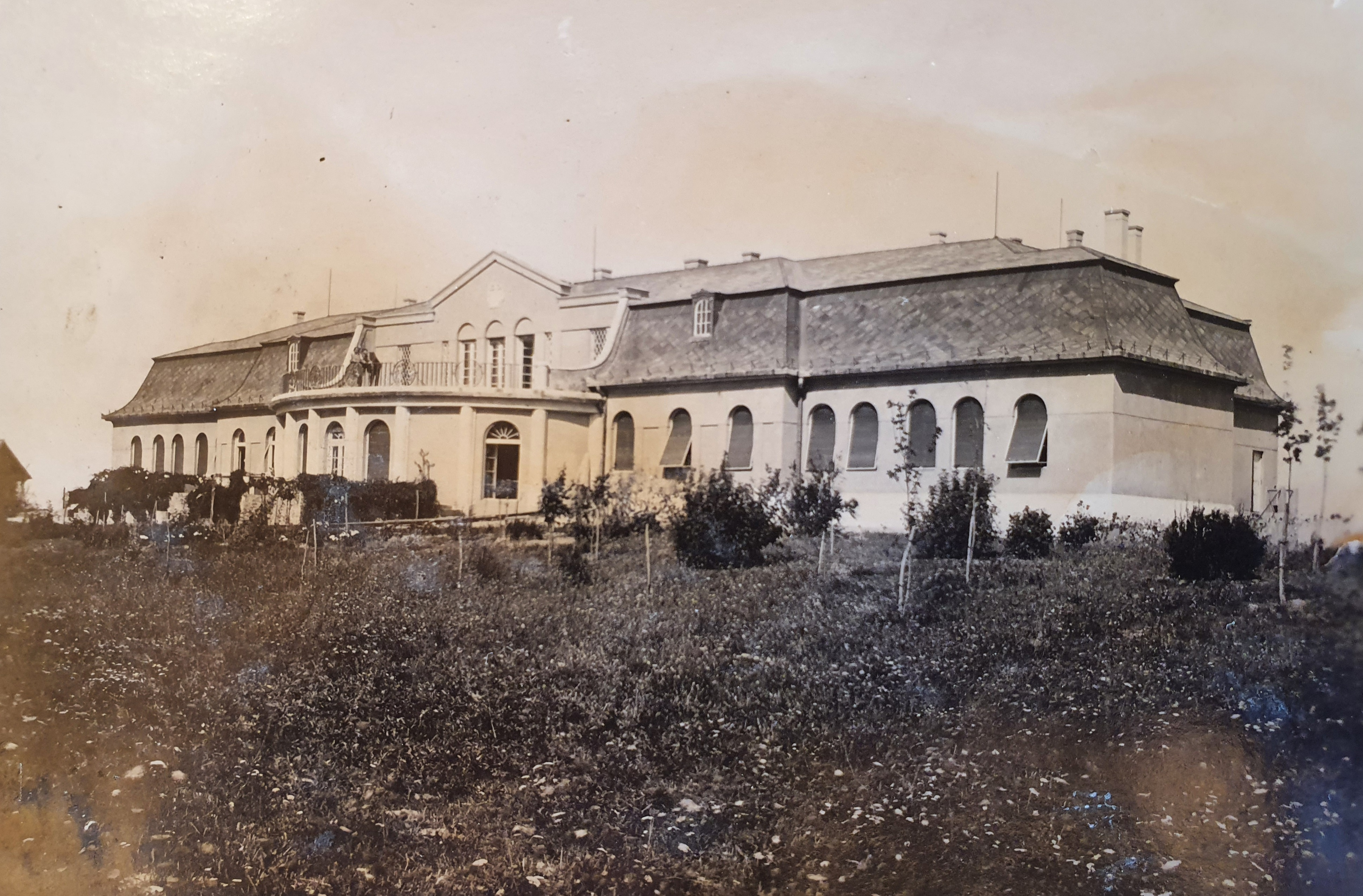
A Teleki-kastély 1930-ban.

- Solti Duna-part. A település mellett található Duna-szakasz igen kedvelt. Fürdésre, piknikezésre és vizisportokra egyaránt alkalmas. A nyári szezonban működik itt strandbüfé, alkalmanként szerveznek koncerteket, és egyéb rendezvényeket.
- Solti-Duna (Kisduna)
- Területén több horgásztó található, közülük kettő a Kopolya és a Hugyó-tó.A solti Duna-part.

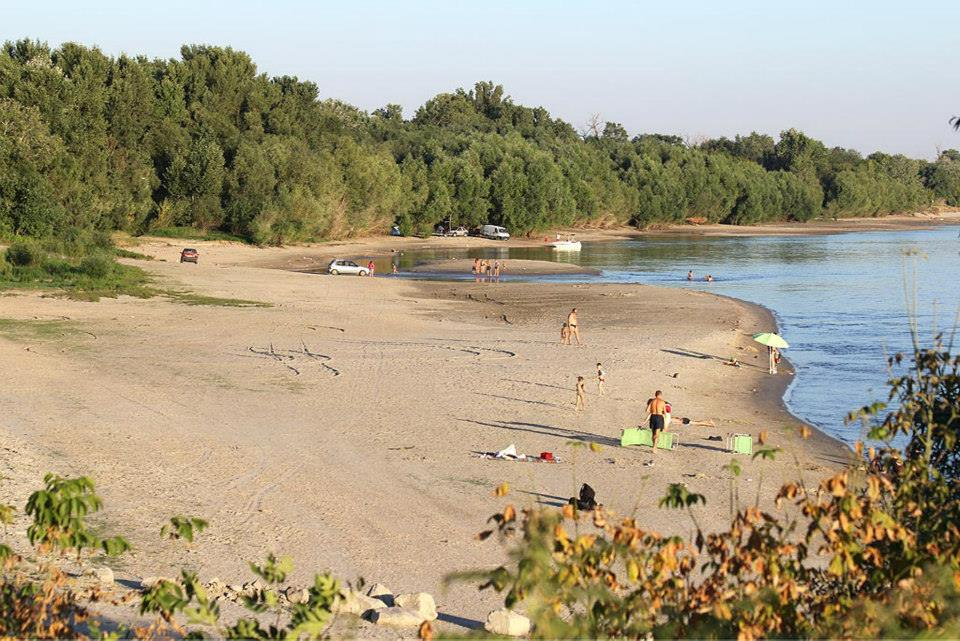
A solti Duna-part.

## Testvérvárosok
- Habichtswald — Németország (2001)
- Kerava — Finnország (2003)
- Csíkdánfalva — Románia (2005)
- Papozze — Olaszország
- Holtmaros — Románia